# Boraras brigittae
Boraras brigittae är en fiskart som först beskrevs av Vogt, 1978.  Boraras brigittae ingår i släktet Boraras och familjen karpfiskar. Inga underarter finns listade.